# Szklane ruchome schody
Szklane ruchome schody (ang. glass escalator effect) – określenie oznaczające uprzywilejowaną sytuację mężczyzn pracujących w zawodach tradycyjnie uważanych za kobiece, pozwalającą na łatwiejszy awans na wyższe stanowiska. Por. szklany sufit.